# Mandalselva
Mandalselva o riu de Mandal (del nòrdic antic Mǫrn) és un riu noruec que s'origina a les muntanyes de Setesdal i Sirdal, flueix a través del comtat d'Agder i desemboca al mar del Nord.
La seva llargada és de 115 quilòmetres i flueix a través dels municipis d'Åseral, Audnedal, Marnardal i Mandal. Els afluents principals són Monn, Logna, Skjerka, Kosana, Logåna i Røyselandsbekken.